# Jarilla (Spanyolország)
Jarilla egy község Spanyolországban, Cáceres tartományban. Jarilla Cabezabellosa, Villar de Plasencia, Zarza de Granadilla, Casas del Monte, Rebollar, Valdastillas és El Torno községekkel határos. Lakosainak száma 139 fő (2024).

## Népesség
A település népessége az elmúlt években az alábbi módon változott:
| Lakosok száma | 172  | 148  | 153  | 154  | 154  | 156  | 139  | 136  | 136  | 139  |
|               | 2001 | 2004 | 2006 | 2009 | 2011 | 2014 | 2016 | 2019 | 2021 | 2024 |